# Psychomyia nomada
Psychomyia nomada is een schietmot uit de familie Psychomyiidae. De soort komt voor in het Nearctisch gebied.